# Пођето (Пиза)
Пођето је насеље у Италији у округу Пиза, региону Тоскана.
Према процени из 2011. у насељу је живело 21 становника. Насеље се налази на надморској висини од 28 м.